# Conay
Conay es un poblado rural chileno ubicado en la Provincia del Huasco, Región de Atacama. De acuerdo a su población es una entidad que tiene el rango de  caserío. Se encuentra localizado al interior del Valle del río El Tránsito en la confluencia de los ríos Conay y Chollay.

## Historia
Los antecedentes históricos de este poblado son escasos. Sin embargo, su nombre se origina en el río del mismo nombre.
En 1750 Don Fernando de Aguirre, Gobernador de Copiapó, ordena la mensura de las “Tierras de Indios de Guasco Alto”, acción que se realiza en febrero de ese año. La comisión realiza la mensura de tierras en Conay el día 20 de febrero de ese año.
Francisco Solano Asta-Buruaga y Cienfuegos escribió en 1899 en su obra póstuma Diccionario Geográfico de la República de Chile sobre el río:

Conay.-—Riachuelo corto de la sierra oriental del departamento de Vallenar, que se une con el de Chollay, y se echan en el río de los Naturales. Tiene en sus orillas, en el abra por donde corre, varias parcelas de terrenos cultivados.
 Francisco Astaburuaga, 1899

La creación de la Parroquia de Huasco Alto en 1908 estimuló la creación de nuevas capillas. 
En 1927 existió un Oratorio en una casa en Conay. Por su parte, a partir del año 1939 se comenzó a celebrar la Fiesta de Andacollo en la localidad de Chollay sin la presencia de párroco.
Sólo en octubre de 1952 fue bendecida la Capilla de Virgen de Lourdes en la localidad de Conay por el padre Gustavo Cereceda.
Conay es el punto de encuentro de los caminos rurales que unen a las localidades de Chollay y Pachuy por el sur, Los Tambos por el oeste y las localidades de El Corral, Junta de Valeriano por el este.
Antiguamente este camino unía a esta localidad con la vertiente oriental de Los Andes hacia La Rioja, en Argentina y era utilizado para el traslado de minerales de la mina Las Carachas, así como también de recuas de mulas y ganado vacuno que era conducido hasta el Puerto de Huasco. Conay constituía uno de los lugares donde se pernoctaba antes de continuar el viaje.
Actualmente aún desde esta localidad se realiza la trashumancia para llevar su ganado caprino a tierras más altas durante el verano.

## Turismo
El poblado de Conay constituye un buen punto de descanso para los aventureros que desean conocer sus alrededores. Desde aquí se accede fácilmente a las localidades de Chollay y Pachuy ubicadas más al sur, la Quebrada de Colpe y Malaguín, Las Tacitas y varios puntos con sitios arqueológicos.
El poblado de Conay está rodeado de la Hacienda de la comunidad Huascoaltina. Este sector está muy cercano a la cordillera de los Andes y desde aquí se realizan expediciones a caballo hacia otros puntos.
En los alrededores es posible encontrar árboles frutales como nogales y albaricoques. La comunidad posee pequeños huertos y en su mayoría viven del ganado caprino.
Gracias a las facilidades del poblado de Conay, es posible tener contacto permanente con los poblados y villorrios de los alrededores.
En este lugar el río Conay forma pozones donde es posible disfrutar de baños junto al río.
Fiesta Nuestra Señora de Lourdes de Conay es celebrada el día 11 de febrero de cada año.

## Accesibilidad y Transporte
El Poblado de El Tránsito se ubica a 25 km al interior del poblado de Alto del Carmen, capital de la comuna y a 70 km al este de la ciudad de Vallenar sobre la Ruta C-495.
Existe transporte público a través de buses de rurales desde el terminar rural del Centro de Servicios de la Comuna de Alto del Carmen, ubicado en calle Marañón 1289, Vallenar.
Si viaja en vehículo propio, no olvide cargar suficiente combustible en Vallenar antes de partir. No existen puntos de venta de combustible en la comuna de Alto del Carmen.
A pesar de la distancia, es necesario considerar un tiempo mayor de viaje, debido a que la velocidad de viaje esta limitada por el diseño del camino. Se sugiere hacer una parada de descanso en el poblado de El Tránsito o en Alto del Carmen para hacer más grato su viaje.
El camino hasta Conay (Ruta C-495) es transitables durante todo el año, sin embargo es necesario tomar precauciones en invierno debido a las lluvias y caída de nieve. Se sugiere informarse bien de las condiciones climáticas en el invierno o en periodos que la cordillera de Atacama se afecta muy eventualmente por el invierno altiplánico.

## Alojamiento y Alimentación
En la comuna de Alto del Carmen existen pocos servicios de alojamiento formales en Alto del Carmen y en Chanchoquín Grande, se recomienda hacer una reserva con anticipación. En Conay no existen servicios de alojamiento pero existe el servicio de alimentación en el sector de la puntilla,Conay.
En las proximidades no hay servicios de Camping, sin embargo se puede encontrar algunos puntos rurales con facilidades para los campistas en Conay, Chollay y  Albaricoque.
Los servicios de alimentación son escasos, existiendo en Alto del Carmen, Chanchoquín Grande y en  El Tránsito algunos restaurantes. En Conay no existen servicios de restaurantes.
En muchos poblados como en Los Tambos, Conay y Chollay hay pequeños almacenes que pueden facilitar la adquisición de productos básicos durante su visita.

## Salud, Conectividad y Seguridad
El poblado de Conay cuenta con servicio de electricidad, iluminación pública y red de agua potable rural.
En Conay existe una estación meteorológica de la Dirección General de Aguas, una ubicada en el Río El Tránsito con datos desde el año 1965, que permite establecer una precipitación media anual de 83,6 mm para el sector.
El poblado de Conay existe un puesto fronterizo de Carabineros de Chile que controla los vehículos que suben por la ruta C-495 y una Posta de Salud Rural dependiente del Municipio de Alto del Carmen.
Al igual que muchos poblados de la comuna, Conay cuenta con servicio de teléfonos públicos rurales. Existe señal para teléfonos celulares.
El Municipio cuenta con una red de radio VHF en toda la comuna en caso de emergencias incluidos Conay y Chollay.
Este poblado es considerado como una localidad aislada en la región de Atacama y se encuentra considerada en el proyecto de desarrollo de Centros Cívicos de la región.

## Educación
En esta localidad cordillerana se encuentra la Escuela Conay G-46 “Aglade Marin Vargas”. Esta escuela atiende a 10 alumnos, cuenta con dos aulas, comedor y cocina.
La escuela de Conay se llama “Agalde Marin Vargas”, inició sus funciones en 1930 con las maestras Amelia de Ossandon y Elena Valenzuela bajo el nombre de Escuela Básica N.º 17, la cual se inició en la localidad de Malaguín en una casona de la familia Álvarez. En el año 1944 cambia de nombre a “Escuela Miseta Nº 13 de Chollay”. En 1979 su nombre cambia nuevamente a “Escuela Básica G-46”. Su nombre actual se debe a una destacada vecina quien se destacó en su labor de poeta y cantora del mundo rural. Su ubicación actual en Conay se debió gracias a la donación de terrenos por parte de don Pascual Arcos.